# CV Eivissa
Club Voleibol Eivissa (lub Club Voleibol Ibiza) – hiszpański męski klub siatkarski z Ibizy założony w 2005 roku. Od sezonu 2012/2013 do końca sezonu 2021/2022 występował w najwyższej klasie rozgrywkowej (Superliga) pod nazwą Ushuaïa Ibiza Vóley. W sezonie 2013/2014 doszedł do finału Pucharu Króla.
Swoje mecze rozgrywa w Pabellón Es Viver na Ibizie.

## Historia
Club Voleibol Eivissa założony został w 2005 roku. W 2009 roku zajął pierwsze miejsce w Mistrzostwach Balearów. W sezonie 2009/2010 występował w 1ª División (czwarty poziom rozgrywkowy), uzyskując awans do Ligi FEV. W latach 2010–2012 klub startował pod nazwą Pachá Ibiza Vóley. W sezonie 2010/2011 klub został wicemistrzem Ligi FEV, uzyskując awans do Superligi 2. W sezonie 2011/2012 doszedł do finału Pucharu Księcia, a także zajął 2. miejsce w Superlidze 2, tym samym zapewniając sobie awans do najwyższej klasy rozgrywkowej.
W Superlidze klub zadebiutował w sezonie 2012/2013. Od tego czasu występuje pod nazwą Ushuaïa Ibiza Vóley. W pierwszym sezonie w Superlidze zajął 5. miejsce. W sezonie 2013/2014 doszedł do finału Pucharu Króla, natomiast zmagania w Superlidze zakończył na 3. miejscu, przegrywając w półfinale fazy play-off z klubem Unicaja Almería. W sezonach 2014/2015-2016/2017 zespół również dochodził do półfinału fazy play-off. W sezonie 2017/2018 w Superlidze zajął 5. miejsce, natomiast w sezonie 2018/2019 - 3. miejsce.

## Bilans sezonów
| Sezon     | Rozgrywki ligowe      | Rozgrywki ligowe | Puchar Króla |
| Sezon     | Poziom                | Miejsce          | Puchar Króla |
| --------- | --------------------- | ---------------- | ------------ |
| 2009/2010 | 1ª División (grupa B) | 1.               |              |
| 2010/2011 | Liga FEV              | 2.               |              |
| 2011/2012 | Superliga 2           | 2.               |              |
| 2012/2013 | Superliga             | 5.               | ćwierćfinał  |
| 2013/2014 | Superliga             | 3.               | finał        |
| 2014/2015 | Superliga             | 4.               | ćwierćfinał  |
| 2015/2016 | Superliga             | 3.               | półfinał     |
| 2016/2017 | Superliga             | 4.               | półfinał     |
| 2017/2018 | Superliga             | 5.               | półfinał     |
| 2018/2019 | Superliga             | 3.               | ćwierćfinał  |
| 2019/2020 | Superliga             | —                | półfinał     |
| 2020/2021 | Superliga             | 10.              | ćwierćfinał  |
| 2021/2022 | Superliga             | 12.              |              |
| 2022/2023 | Superliga 2 (grupa B) | 9.               |              |

Poziom rozgrywek:
     pierwszy poziom
     drugi poziom
     trzeci poziom
     czwarty poziom

## Osiągnięcia
- Mistrzostwo Hiszpanii:
  -  3. miejsce (3x): 2014, 2016, 2019
- Puchar Króla:
  -  2. miejsce (1x): 2014
- Puchar Księcia:
  -  2. miejsce (1x): 2012

## Kadra
Sezon 2018/2019
- Pierwszy trener:  Piero Molducci
- Asystent trenera:  Aitor Barreros

| Nr | Imię i nazwisko                | Data ur. | Wzrost | Pozycja      |
| -- | ------------------------------ | -------- | ------ | ------------ |
| 1  | Henry Tapia                    | 1992     | 198    | atakujący    |
| 3  | Francisco José Fernández       | 1995     | 178    | libero       |
| 4  | Arthur Borges                  | 1988     | 193    | atakujący    |
| 5  | Héctor Salerno                 | 1991     | 197    | przyjmujący  |
| 7  | Víctor Sánchez                 | 1990     | 185    | libero       |
| 8  | César Martín                   | 1995     | 186    | rozgrywający |
| 10 | César Henrique Araújo de Paula | 1991     | 184    | rozgrywający |
| 11 | Juan Manuel González           | 1994     | 193    | przyjmujący  |
| 14 | José Miguel Sugrañes           | 1985     | 199    | środkowy     |
| 16 | Joaquín Monteagudo             | 1996     | 197    | środkowy     |
| 18 | Elvis de Oliveira              | 1988     | 198    | środkowy     |
| 21 | Gabriel del Carmen             | 1994     | 191    | przyjmujący  |
| 22 | Germán Galdón                  | 1989     | 191    | rozgrywający |